# Штајр М1912
Штајр М1912, аустријски полуаутоматски пиштољ с почетка 20. века. Коришћен је као службено оружје аустроугарске војске у Првом светском рату.

## Карактеристике
Полуаутоматски пиштољ Штајр М1912 је радио на принципу кратког трзања цеви. Укупне масе око 990 г и калибра 9 мм, пунио се оквиром са 8 метака. Почетна брзина метка износила је око 335 м/с.

## Историја
Дизајниран 1911, овај пиштољ је 1912. ушао у масовну производњу, усвојен као службено оружје аустроугарске војске, изузев коњице, која је наставила да користи Рот-Штејр М1907. Коришћен је и као службено оружје Краљевине Румуније. Иако је производња прекинута већ 1918, остао је дуго у служби аустријске војске.